# Carolina Appelgren
Lovisa Carolina Dorotea Appelgren, född 1784, död 1863 i Uddevalla, var en svensk skådespelare. Hon uppmärksammades särskilt i Göteborg.  
Hon var engagerad vid Johan Peter Strömbergs teater i Nyköping (1800-02), hos Johan Erik Brooman (1802–1803), Carl Stenborg (1806), Johan Anton Lindqvist (1810–1813), Fredrik Julius Widerberg (1825), Anders Petter Berggren (1828) och Christoffer Svanberg (1832). Hon var även engagerad vid Djurgårdsteatern.
Det sägs om Appelgren att hon "i många år var en framstående medlem af Djurgårdsteatern och olika trupper".  Under sin tid hos Widerberg nämns hon som "mamsell Appelgren, sällskapets första älskarinna — Ophelia i Hamlet, Berta i Stamfrun, Zelinda i Kalifen i Bagdad m. fl."
När hon år 1832 besökte Göteborg i Svanbergs sällskap, fick hon i en insändare omdömet: 
»Mamsell Appelgren är likaledes känd af vår publik. Hon är gammal i Thalias tjenst, och eger ett slags pretention på skonsamhet i bedömandet. Hon lyckas intet illa i vissa roller, fast organ och dialekt ligga henne mycket i vägen. Bland hennes bästa roller torde vara Lady Milford i »Ivabal och kärlek».
Hon ska ha tillbringat sina sista år i Uddevalla.